# سرابستان
سرابستان در معماری سنتی ایرانی، باغ کوچکی بوده که کنار خانه ساخته می‌شده و تأثیر اقلیمی زیادی بر خانه داشته‌است. نمونه بسیار خوب آن در کنار خانه پیرنیا در نائین در قسمت جنوبی حیاط وجود دارد، در واقع متمولین با ساختن چنین فضایی نوعی ییلاق در کنار خانه خود به وجود می‌آورده‌اند.